# Jean-Baptiste Vaudelin
Jean-Baptiste Vaudelin est un homme politique français né à Neuvy (Saône-et-Loire) le 30 août 1748 et mort à Bourbon-Lancy (Saône-et-Loire) le 31 janvier 1810 .
Homme de loi à Moret, il est administrateur du département, puis suppléant du juge de paix. Il est élu député de Saône-et-Loire au Conseil des Cinq-Cents le 22 germinal an V. Son élection est annulée lors du coup d’État du 18 fructidor an V.

## Sources
- « Jean-Baptiste Vaudelin », dans Adolphe Robert et Gaston Cougny, Dictionnaire des parlementaires français, Edgar Bourloton, 1889-1891 [détail de l’édition]